# Thoas (König von Tauris)
Thoas (altgriechisch Θόας ‚der Schnelle‘), der Sohn des Borysthenes, war in der griechischen Mythologie der König der Taurer auf der Halbinsel Krim, einem Nachbarvolk der Skythen, in dessen Land Artemis verehrt wurde.
Iphigenie, vom Opfertod gerettet, wurde von Artemis dorthin als Priesterin versetzt. Im Königreich des Thoas gab es den grausamen Brauch, am Ufer gestrandete Fremde der Göttin Artemis zu opfern. Orestes und Pylades landeten an der Küste und sollten im Tempel geopfert werden. Iphigenie erkannte jedoch ihren Bruder, befreite die beiden und gemeinsam flohen die drei übers Meer. Da sie das Standbild der Artemis gestohlen hatten, sollte Chryses ihnen folgen und es zurückbringen. Thoas selbst wurde von der Verfolgung der beiden durch Athene abgehalten. Als Chryses die Fliehenden eingeholt hatte, erfuhr er, dass er der Halbbruder des Orestes war. Deshalb kehrte er unverrichteter Dinge zu Thoas zurück und tötete diesen. Für das Artemisstandbild wurde eigens ein Tempel der Artemis in Argos errichtet.
Thoas, der König der Taurer, ist sowohl bei Euripides in Iphigenie bei den Taurern als auch in Goethes Iphigenie und Glucks Oper Iphigenie auf Tauris eine Hauptfigur.